# Black Ops Entertainment
Black Ops Entertainment, LLC è un'azienda sviluppatrice di videogiochi, fondata nel 1994 con sede a Santa Monica, negli Stati Uniti. Ha prodotto titoli per PlayStation, PlayStation 2, Nintendo 64, Nintendo GameCube, Xbox e PC.

## Prodotti sviluppati
- AND 1 Streetball (PS2, Xbox)
- Tomorrow Never Dies (PS1)
- Terminator 3: Le macchine ribelli (PS2, Xbox)
- The World Is Not Enough (PS1)
- 007 Racing (PS1)
- Street Hoops (PS2, Xbox, GameCube)
- Warpath: Jurassic Park (PS1)
- Knockout Kings 2000 (N64)
- The X-Files: Resist or Serve (PS2)
- Black Dawn (PS1)
- NCAA March Madness 2001 (PS1)
- Agile Warrior F-IIIX (PS1)
- Treasures of the Deep (PS1)
- Knockout Kings 2001 (PS2)
- Knockout Kings 2002 (PS2, Xbox)
- Video Poker and Blackjack (PS2)
- Fugitive Hunter: War on Terror (PC, PS2)